# تازارين (إقليم تازة)
تازارين قرية مغربية أمازيغية شمال المملكة، تنتمي إلى إقليم تازة الساحلي، شرقي مدينة فاس، تضم بلدة تازارين 3.465 نسمة (إحصاء 2004).

## دواوير الجماعة
- تازارين*مصارا*بني عباد*جامع السوق*تمزوغت
- لمخاط*دار بن عثمان*خنافو*الفحص*ايت علي*تبودة
- بولبيب*تادارت*بوشعير*الزاوية*لقيطون*لمحاجات*تنينة